# Cincelichthys
Cincelichthys (Sp.: „Cincel“ = Meißel + gr.: „ichthys“ = Fisch) ist eine im nördlichen Mittelamerika vorkommende Gattung der Buntbarsche (Cichlidae). Das Verbreitungsgebiet umfasst in die Karibik mündende Flüsse und Seen des südöstlichen Mexiko, von Belize und Guatemalas. Es reicht vom Einzugsgebiet von Río Grijalva und Usumacinta bis zum Izabal-See.

## Merkmale
Cincelichthys-Arten erreichen Längen von 20 bis über 40 cm und besitzen einen hochrückigen, ovalen oder fast runden Körper. Das kleine Maul steht leicht nach oben, der Unterkiefer steht etwas vor. Charakteristisch für Cincelichthys-Arten sind ihre meißelartigen Zähne. Sie unterscheiden die Gattung von allen anderen herichthyinen Buntbarschen (nähere Verwandtschaft von Herichthys). Oberhalb und unterhalb der Seitenlinie zeigen sich auf den Körperseiten unregelmäßige Bänder. Entlang der Seitenlinie haben die Fische verstreut angeordnete schwarze Schuppen. Rücken-, After- und Schwanzflosse sind mit blassen oder weißen Flecken gemustert. Ein kleiner schwarzer Fleck liegt auf dem Schwanzstiel, bei der sehr ähnlichen Gattung Kihnichthys ist er groß. Cincelichthys-Arten ernähren sich teilweise pflanzlich.

## Systematik
Es gibt drei beschriebene Arten:
- Cincelichthys bocourti (Vaillant & Pellegrin, 1902) (Typusart)
- Cincelichthys pearsei (Hubbs, 1936)
- Cincelichthys ufermanni (Allgayer, 2002)

Die Arten gehörten lange Zeit zu der damaligen Sammelgattung Cichlasoma, zwischendurch eine Zeit lang auch zu Theraps. Seit längerer Zeit ist es jedoch klar das die zwei Arten mit der Kerngruppe von Cichlasoma um die Typusart Cichlasoma bimaculatum nicht besonders nah verwandt sind. Sie wurden deshalb als „Cichlasoma“-bocourti-Gruppe abgetrennt, der Gattungsname aber in Anführungsstrichen weiter verwendet, da kein neuer zur Verfügung stand. Dies änderte sich im August 2015, als ein Ichthyologenteam für die beiden Arten die Gattung Cincelichthys einführten. Cincelichthys gehört nicht zur Tribus Cichlasomatini, wie Cichlasoma, sondern zur Tribus Heroini und dort zu einer als Herichthyines (nach Herichthys) bezeichneten Klade von Buntbarschen, die vor allem im nördlichen Mittelamerika verbreitet sind.